# New York Film Critics Circle Awards 1940
La 6ª edizione della cerimonia dei New York Film Critics Circle Awards, annunciata il 30 dicembre 1940, ha premiato i migliori film usciti nel corso del 1940.

## Vincitori

### Miglior film
- Furore (The Grapes of Wrath), regia di John Ford

### Miglior regista
- John Ford - Furore (The Grapes of Wrath) e Lungo viaggio di ritorno (The Long Voyage Home)

### Miglior attore protagonista
- Charlie Chaplin - Il grande dittatore (The Great Dictator)

### Miglior attrice protagonista
- Katharine Hepburn - Scandalo a Filadelfia (The Philadelphia Story)

### Miglior film in lingua straniera
- La moglie del fornaio (La Femme du boulanger), regia di Marcel Pagnol • Francia

### Menzione speciale
- Walt Disney e Leopold Stokowski - Fantasia